# Operation Amber Fox
Die Operation Amber Fox war eine NATO-geführte Operation in Nordmazedonien, die von Deutschland und den Niederlanden geleitet wurde und anfangs unter dem Kommando des deutschen Brigadegenerals Heinz-Georg Keerl stand. Sie folgte der ebenfalls seitens der NATO geführten Operation Essential Harvest.

## Geschichte
Hintergrund für eine Operation der NATO war die Notwendigkeit, den internationalen Beobachtern, die in Nordmazedonien nach dem Rahmenabkommen von Ohrid und dem albanischen Aufstand im Frühjahr 2001 tätig und für die weitere Stabilisierung Nordmazedoniens wichtig waren, in Krisensituationen einen internationalen militärischen Schutz zur Verfügung zu stellen.
Der nordmazedonische Präsident Boris Trajkovski bat in einem Schreiben vom 18. September 2001 an den NATO-Generalsekretär um eine militärische Präsenz der NATO, die nach Abschluss der Operation Essential Harvest  einen zusätzlichen Beitrag zur Sicherheit der im Lande tätigen internationalen Beobachter leisten sollte.
Die NATO entwickelte aus Anlass des Schreibens von Präsident Trajkovski den Operationsplan 10417 Amber Fox, der am 26. September 2001 vom NATO-Rat gebilligt wurde. Das Schreiben vom Präsidenten Trajkovski stellt dabei die rechtliche Grundlage der Operation dar. Die Operation stand außerdem im Einklang mit der Charta der Vereinten Nationen. Der Sicherheitsrat der Vereinten Nationen hat in seiner Resolution Nr. 1371 vom 26. September 2001 den Einsatz gebilligt, der auf Wunsch der Nordmazedonischen Regierung eine multinationale Sicherheitspräsenz im Lande zu schaffen zurückgeht.
Die Mission startete offiziell am 27. September 2001 mit einem drei-monatigen Mandat, wobei die Bundeswehr zunächst die Gesamtleitung übernahm. Im Juni 2002 übernahmen die Niederlande die Leitung. Für die Umsetzung der Ziele der Operation wurden 700 Soldaten, davon 600 Deutsche  eingesetzt. Davon waren wiederum 300 permanent in der Republik am Vardarfluss stationiert. Schließlich wurde die Mission am 15. Dezember 2002 beendet.
Am 16. Dezember 2002 wurde die kleinere Nachfolgeroperation Allied Harmony gestartet, die Nordmazedonien in die Lage versetzen sollte, die Sicherheit im ganzen Land mit eigenen Mitteln zu gewährleisten.